# オーラス
オーラスは、麻雀における最後の1局を示す用語である。

## 概要
麻雀において半荘戦の場合は南4局、東風戦の場合は東4局のこと。語源はAll Last（オールラスト、「全ての終わり」の意の和製英語）から。オーラス前の局（同じく南3局、東3局）はラス前（ラスまえ）と呼ばれる。基本的にオーラス終了後は対局終了となり「ラスト」と呼ぶが、流局や連荘のルールに従って、「最後の1局」にならない場合もある（その後はオーラス1本場、2本場…と呼ぶ）。
転じて、「物事の最後」全般を指す意味で広く使われる（例：公演やコンサートの最終日 (千秋楽)、リーグ戦の最終戦、クイズの最終問題など）。

## オーラスにおける和了
オーラスに、主に大きい手を和了し、逆転しトップになって対局終了することを、公営競技の用語からまくりという。一方、オーラスに最下位を確定するようなあがりをすることをアガラスまたはラス確という。